# Lijst van afkortingen in de navigatie
Dit is een Lijst van afkortingen in de navigatie. 
Bij navigatie te land, ter zee en in de lucht worden veel afkortingen gebruikt. Consumenten zien deze afkortingen steeds vaker bij bijvoorbeeld gps-apparatuur, navigatiesystemen en vliegsimulatoren.
Dit is een lijst van deze afkortingen, inclusief een korte uitleg. Er wordt in de meeste gevallen van uitgegaan dat de gewenste route een rechte lijn (koers) is van de huidige positie naar de bestemming die vooraf bepaald is.

## Lijst
| AIS  | Automatic Identification System         | Een systeem voor de veiligheid van scheepvaart. |
| BRG  | Bearing                                 | De richting (in graden) van de huidige positie naar de bestemming. |
| COG  | Course over ground                      | De route ten opzichte van de grond. Wordt vooral in de lucht- en zeevaart gebruikt. |
| CPA  | Closest Point of Approach               | De kortste afstand waarop iets gepasseerd wordt. |
| CTS  | Course to steer                         | De aanbevolen stuurrichting (in graden) waarmee men op de gewenste route komt. Als men niet op de gewenste route is, zijn CTS en BRG dus verschillend.                                            |
| DIS  | Distance                                | De afstand (in meters) van de huidige positie tot de bestemming. |
| DME  | Distance measuring equipment            | Een radionavigatiehulpmiddel in de luchtvaart. |
| DR   | Dead reckoning                          | Een door gegist bestek verkregen positie (bijvoorbeeld door verzeiling van positie aan de hand van koers en snelheid).                                                                            |
| DTG  | Distance to go                          | Hetzelfde als RNG. |
| DTK  | Desired track                           | De gewenste route. |
| EPE  | Estimated positional error              | Een indicatie van de nauwkeurigheid waarmee de huidige positie wordt weergegeven. |
| ETA  | Estimated time of arrival               | Het verwachte tijdstip (op een klok) van aankomst op de bestemming. |
| ETB  | Estimated time of berth                 | Het verwachte tijdstip van het vastleggen van het schip aan de boei/pier |
| ETC  | Estimated time of completion            | Het verwachte tijdstip van gereed zijn (bij laden of lossen van schepen). |
| ETD  | Estimated time of departure             | Het verwachte tijdstip (op een klok) van vertrek. |
| ETE  | Estimated time enroute                  | De verwachte tijdsduur (in uren, minuten e.d.) tot de bestemming bereikt is. |
| GS   | Ground speed                            | De snelheid (in meters/seconde) ten opzichte van de grond. |
| HDG  | Heading                                 | De richting (in graden) waarin de neus van het vliegtuig of vaartuig wijst ten opzichte van de grond. Dit hoeft (bijvoorbeeld door zijwind) niet overeen te komen met de bewegingsrichting (TRK). |
| ILS  | Instrument landing system               | Een radionavigatiesysteem waarmee een precisienadering van een landingsbaan kan worden uitgevoerd.                                                                                                |
| LAT  | Latitude                                | Geografische breedte, breedtegraad. |
| LON  | Longitude                               | Geografische lengte, lengtegraad. |
| POS  | Position                                | De huidige positie. |
| RM   | Relative motion                         | De relatieve beweging van objecten ten opzichte van jezelf. |
| RNG  | Range                                   | De afstand (in meters) van de huidige positie naar de bestemming. |
| ROT  | Rate of turn                            | De draaisnelheid in graden per tijdseenheid. |
| SOG  | Speed over ground                       | Hetzelfde als GS, maar SOG wordt vooral in de lucht- en zeevaart gebruikt. |
| tCPA | Time to CPA                             | De tijd tot het passeren van een object op CPA. |
| TM   | True motion                             | Ware beweging van objecten ten opzichte van jezelf. |
| TRK  | Track                                   | De richting (in graden) waarin bewogen wordt. |
| TRN  | Turn angle                              | Het verschil (in graden) tussen BRG en TRK. Het geeft aan hoever men afwijkt van de route. |
| TTG  | Time required to get to the destination | Hetzelfde als ETE. |
| VMG  | Velocity made good                      | De werkelijke snelheid (in meters/seconde) waarmee men de bestemming nadert. Als men niet in een rechte lijn naar de bestemming beweegt, is de VMG lager dan de GS.                               |
| VOR  | VHF omnidirectional range station       | Een zendstation voor nauwkeurige radionavigatie, een hulpmiddel voor de luchtvaart. |
| XTG  | Cross track error                       | Zie XTK. |
| XTK  | Cross track error                       | De afstand (in meters) van de huidige positie tot de gewenste route, dus hoever men van de route afwijkt.                                                                                         |